# Gerd Hölscher

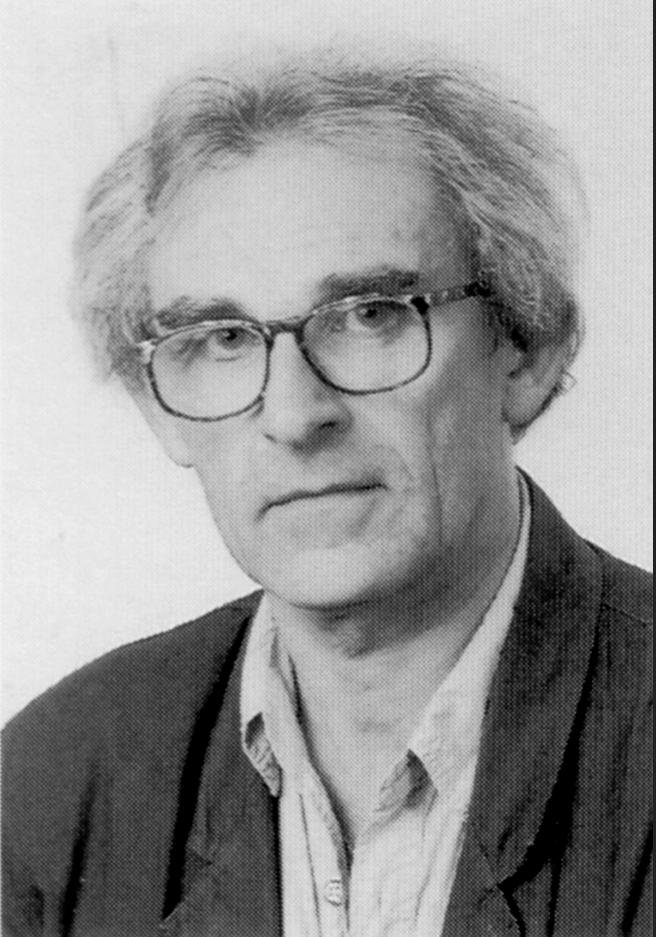
Gerd Hölscher

Gerd Hölscher (* 3. Mai 1936 in Bederkesa; † 17. Januar 2004 in Bielefeld) war ein deutscher Grafiker, Zeichner und Fachvertreter für künstlerische Praxis am Oberstufenkolleg Bielefeld.

## Leben und Werk
Gerd Hölscher wurde in Bederkesa im heutigen niedersächsischen Landkreis Cuxhaven geboren. Mit der in Niendorf ansässigen Künstlerin Annelies Hölscher war er verheiratet.
Von 1974 bis 1998 war Hölscher Akademischer Oberrat an der Universität Bielefeld sowie Dozent am Oberstufenkolleg Bielefeld, seitdem Laborschule und Oberstufen-Kolleg ihre Arbeit in der Doppelfunktion als Versuchsschulen des Landes Nordrhein-Westfalen und als Wissenschaftliche Einrichtung an der Universität Bielefeld aufnahmen. Er war maßgeblich am Aufbau des Fachbereichs künstlerische Praxis beteiligt.

„Zuhören ist für mich überhaupt die wichtigste Eigenschaft, die ein Lehrer haben muss.“

Der Karikaturist Til Mette, die Künstlerinnen Marisa Rosato, Felizitas Schäfer, Judith Walgenbach und viele andere wurden von ihm unterrichtet.
Hölscher leitete von 1999 bis 2004 als Vorstandsmitglied den BBK-OWL (Bezirksverband Ostwestfalen-Lippe) und war im Bielefelder Kunstverein engagiert.
Ende der 1960er und Anfang der 1970er Jahre stellte Hölscher grafische Arbeiten im Offsetdruck her, die sich zu seriellen Kombinationen zusammensetzen lassen. In den 1980er Jahren widmete Hölscher sich angewandten grafischen Arbeiten, vornehmlich Plakaten.
Während eines Sabbatjahrs Mitte der 80er Jahre hielt sich Hölscher des Öfteren in Pavel Liškas Haus in der Nähe von Volterra sowie in Florenz (wohin ihn ursprünglich sein ausgeprägtes Interesse für die italienische Renaissance führte), auf. Großformatige Landschaften und Akte in Ölpastell Kreide auf Harter Faserplatte und Papier hatten ihren Ursprung in dieser Zeit. Tuschezeichnungen kombiniert mit Text brachte Hölscher als Reisetagebücher heraus. Porträts stellte Hölscher in einer Art Performance während des Aktes des Zeichnens her. Linien verdichten sich zu einer konkreten Abbildung. Unwillkürlich kneift der Betrachter die Augen zur Kontrolle von Helligkeit und indirekt der Schärfentiefe des Bildes zusammen.
Seine dichteste Arbeit ist 300 Tage 2001. Es sind Niederschriften mit dem Tuschezeichner. 100 Stück. Jeweils 3 auf einem Blatt im Format 30 × 30 cm. Ein Selbstzeugnis Gerd Hölschers in Form schriftlicher Tagesprotokolle. Eine Inspektion der eigenen Oberfläche, die sich in der Zeit vollzieht. Die eng beschriebenen Blätter sind auf kurze Distanz mit enormer Anstrengung, Willensleistung, Zeit und Geduld gut lesbar. Allerdings verwandeln sich die weißen Flächen mit dem Schriftzug auf größere Distanz gesehen in Grauwerte verschiedener Intensität und Dichte.

„Die Beschreibung der Oberfläche der Dinge rettet die Dinge vor dem Zugriff der Hinterfrager und Durchblicker. Sie reagiert auf ein allgemeines Zuviel an Bedeutung und Relevanz. (…) Inspektion der Oberflächen will eine Haltung des Sich-Selbst-Zeigen-Lassens der Dinge vorführen.“

Die These seines Freundes Bodenheimer: Verstehen heißt Antworten wird von Hölscher ergänzt durch die These: Zugewandt-Sein ist wichtiger als Verstehen.

„Die Voraussetzung dafür, dass verstehen geschieht, ist, dass wir uns von der Zumutung, die die Kunst und die wir als offene Frage füreinander sind, das heißt von unserer Undurchschaubarkeit nicht abwenden. Zugewandt-Sein ist wichtiger als Verstehen.“

## Ausstellungen (Auswahl)
- 1984: Gerd Hölscher: Inspektion der Oberfläche, ZIF, Bielefeld
- 2005: Kunst ist schön, macht aber viel Arbeit (Valentin) 50 Jahre BBK OWL, WDR Landesstudios Bielefeld[9]
- 2006: Gerd Hölscher: Zugewandt: Zeichnungen und Grafik ZIF[10] Posthum zu seinem 70. Geburtstag.